# Hippothoos fils de Priam
Pour les articles homonymes, voir Hippothoos.
Dans la mythologie grecque, Hippothoos (Ίππόθοος) est l’un des fils de Priam. Il participe à la guerre de Troie et à la fin de l’Iliade il est l’un des neuf fils de Priam toujours vivants.

## Sources
- Pseudo-Apollodore, Bibliothèque [détail des éditions] [lire en ligne] (III, 12, 5).
- Homère, Iliade [détail des éditions] [lire en ligne] (XXIV, 251).
- Hygin, Fables [détail des éditions] [(la) lire en ligne] (XC).